# Babušnica (općina)
Babušnica je naselje i općina u Republici Srbiji. Nalazi se u Središnjoj Srbiji i spada u Pirotski okrug. 
Sjedište općine je Babušnica, a čini je još 52 sela: Aleksandrovac, Berduj, Berin Izvor, Bratisevac, Brestov Dol, Bogdanovac, Vava, Valnis, Vuci Del, Veliko Bonjince, Vojnici, Vrelo, Gornje Krnjino, Gornji Striževac, Gorčince, Grnčar, Donje Krnjino, Donji Striževac, Dol, Draginac, Dučevac, Zavidince, Zvonce, Izvor, Jasenov Del, Kaluđerevo, Kambelevac, Kijevac, Leskovica, Linovo, Ljuberađa, Malo Bonjince, Masurovac, Mezgraja, Modra Stena, Nasuskovica, Ostatovica, Preseka, Provaljenik, Radinjince, Radoševac, Radosin, Rakita, Rakov Dol, Raljin, Resnik, Stol, Strelac, Studena, Suracevo, Crvena Jabuka, Strbovac.

## Zemljopis
Babušnica se nalazi na magistralnoj cesti M-9 od Leskovca ka Pirotu koju povezuje autocesta E-75 (prema jugu Europe) i autocesta E-80 (prema istoku Europe). Udaljena je 65 km jugoistočno od Niša, 25 km jugozapadno od Pirota i 55 km sjeveroistočno od Leskovca.